# Grand Prix Turin
Der Grand Prix Turin (italienisch Gran Premio di Torino) war ein Wettbewerb im Bahnradsport, der in der italienischen Stadt Turin für Sprinter veranstaltet wurde.

## Geschichte
Der Grand Prix Turin gehörte zu den ältesten Wettbewerben im Bahnradsport in Italien. Er wurde wie auch der Grand Prix von Rom und der Grand Prix von Mailand 1894 begründet. Die erste Austragung gewann der Deutsche Alwin Vater. Zeitweise wurde er auch als Gran Premio d'Italia, der ein eigenständiger Wettbewerb war, veranstaltet. Nach 1901 fand der Grand Prix Turin in unregelmäßigen Abständen statt, was auch mit dem Aufkommen des Stehersports und seiner Resonanz beim Publikum zu tun hatte. Letzter Sieger war Enzo Sacchi 1958. Erfolgreichste Fahrer waren mit drei Siegen Giovanni Tommasselli und Ernst Kaufmann.

## Sieger
- 1894  Alwin Vater
- 1896  Gian Ferdinando Tomaselli
- 1897  Paul Bourillon
- 1898  Edmond Jacquelin
- 1899  Gian Ferdinando Tomaselli
- 1900  Gian Ferdinando Tomaselli
- 1901  Thorvald Ellegaard
- 1908  Léon Hourlier
- 1921  Ernst Kaufmann
- 1922  Ernst Kaufmann
- 1926  Gabriel Poulain
- 1927  Ernst Kaufmann
- 1937  Jef Scherens
- 1942  Primo Bergomi
- 1950  Italo Astolfi
- 1951  Russell Mockridge
- 1953  Enzo Sacchi
- 1955  Mario Ghella
- 1957  Antonio Maspes
- 1958  Enzo Sacchi